# Strasbourg Masters 2010
Das Strasbourg Masters 2010 im Badminton war die fünfte Auflage dieser Turnierserie. Es fand vom 15. bis zum 16. Dezember 2010 in Strasbourg statt.

## Finalergebnisse
| Disziplin    | Sieger                        | Finalist                         | Ergebnis            |
| ------------ | ----------------------------- | -------------------------------- | ------------------- |
| Herreneinzel | Dicky Palyama                 | Brice Leverdez                   | 24:22, 21:13        |
| Dameneinzel  | Ella Diehl                    | Juliane Schenk                   | 21:13, 14:21, 21:19 |
| Herrendoppel | Kristof Hopp Ingo Kindervater | Sylvain Grosjean Baptiste Carême | 21:11, 21:12        |